# Bjärred
Bjärred è una città costiera nel comune di Lomma, contea di Scania, Svezia meridionale, 20 km a nord di Malmö e 10 km a ovest di Lund.
Bjärred ha 8 663 abitanti (2005), che la rendono la seconda località più popolosa del comune di Lomma. Bjärred è considerata un sobborgo di Malmö e Lund, ed è generalmente considerata la più ricca del comune di Lomma.
Tra i monumenti della città vi è una piscina-bagno termale all'aperto, situata 500 metri fuori su un ponte.